# IOSYS
IOSYS (яп. イオシス, іошісу) — японський музичний ансамбль та доджін (яп. 同人, до:джін) любительська група з міста Саппоро. Ансамбль насамперед відомий своїми реміксами музичних композицій з Touhou Project. IOSYS поширюють свої твори некомерційним шляхом — через Комікет або їх власний вебсайт. Більшість поточних членів проживають у регіоні Канто та на Хоккайдо.

## Флеш відео
IOSYS найкраще відомі за свої флеш-кліпи, які супроводжують їх пісні, серед яких найвідомішими є «Marisa Stole the Precious Thing (яп. 魔理沙は大変なものを盗んでいきました, marisa wa taihenna mono wo nusundeikimashita)» та «Stops at the diseased part and melts quickly ~ Lunatic Udongein (яп. 患部で止まってすぐ溶ける ～ 狂気の優曇華院, kanbu de tomatte sugu tokeru ~ kyōki no udongein)» (відому в англомовних кругах під назвою «Overdrive»), які здобули свою популярність на вебфорумі 2channel, на відеохостингу Nico Nico Douga та у інших отаку інтернет-спільнотах. Також, IOSYS випустили другі фінальні титри до ONA Pengin Musume (яп. ペンギン娘, букв. Дівчинка-пінгвін) та написали музику для вступних і фінальних титрів аніме Dream Eater Merry (яп. 夢喰いメリー, Yumekui Merī).

## Дискографія
Назва Touhou (яп. 東方, tōhō) означає «Східний» і відсилається до Touhou Project.
Відсилання до дискографії взяті з Videogame Music Database.
01. ファミコンCDDX
- Famicom CDDX
- Випущений 8 травня 2005

02. 東方風櫻宴 (Tōhō Kazakuraen)
- Phantasmagoria Mystical Expectation
- Випущений 21 травня 2006
- Перший аранжований Touhou Project CD, в основному містить інструментальні композиції. Тільки перша та четверта доріжки мають слова.

03. 東方乙女囃子 (Tōhō Otomebayashi)
- Touhou Maidens' Orchestra
- Випущений 13 серпня 2006
- Otome Bayashi містить одну з найвідоміших пісень IOSYS — «Marisa Stole the Precious Thing», але альбом все ще в більшості інструментальний.

04. 東方月燈籠 (Tōhō Tsukitōrō)
- Touhou Moon Lantern
- Випущений 31 грудня 2006
- У цьому CD включена інша відома пісня IOSYS «Stops at the affected area and immediately dissolves ~ Lunatic Udongein». Це перший CD у якому більшість пісень мають слова, тільки чотирнадцята доріжка інструментальна. Альбом був перевипущений у 2009 під назвою «Touhou Moon Lantern (Safe)», з певними змінами у треклісті.

05. 世界樹のおもちゃ箱 (Sekaiju no Omochabako)
- Yggdrasil's Toy Box
- Випущений 30 квітня 2007

06. 東方永雀峰 (Tōhō Eijanho)
- Touhou Eternal Sparrow Peak
- Випущений 20 травня 2007
- Цей альбом є аранжуванням звукової доріжки Imperishable Night, восьмої за рахунком гри Touhou Project. Тільки три пісні мають слова. Також цей альбом містить пародію на «Marisa Stole the Precious Thing»

07. 東方萃翠酒酔 (Tōhō Suisuisūsū)
- Touhou Gathering Green Wine Drunkenness
- Випущений 17 серпня 2007

08. ごっすんとかのからおけ (Gossun to ka no Karaoke)
- Випущений 11 листопада 2007

09. 東方河想狗蒼池 (Tōhō Kasokusōchi)
- Touhou Blue Land of Rivers, Visions, and Tengu
- Випущений 31 грудня 2007

10. ねこみことかのからおけ (Neko Miko to ka no Karaoke)
- Випущений 03 березня 2008

11. 東方真華神祭 (Tōhō Makashinsai)
- Touhou Splendid Divine Festival
- Випущений 25 травня 2008

12. ごっすんリミックス　アイン (Gossun Remix Ein)
- Випущений 25 травня 2008

13. ごっすんリミックス　ツバイン (Gossun Remix Zwein)
- Випущений 25 травня 2008

14. 東方想幽森雛 (Tōhō Sōyūshinpi)
- Touhou Such a Mystery
- Випущений 17 серпня 2008

15. おさいせんとかのからおけ (Osaisen to ka no Karaoke)
- Випущений 13 жовтня 2008

16. 東方氷雪歌集 (Tōhō Hyosetsu Kashu)
- Touhou Anthology Of Ice And Snow
- Випущений 02 листопада 2008

17. 東方泡沫天獄 (Tōhō Hōmatsu Tengoku)
- Touhou Bubbling Underground
- Випущений 29 грудня 2008

18. 東方超都魔転 (Tōhō Chotto Matten)
- Touhou Just A Moment
- Випущений 08 березня 2009

19. bloom
- Випущений 08 березня 2009

20. 東方月燈籠セーフ！
- Touhou Moon Lantern Safe!
- Випущений 1 квітня 2009
- Перевипуск 東方月燈籠.

21. 東方年柄年中 (Tōhō Nengaranenju)
- Touhou All Year Round
- Випущений 15 серпня 2009

22. 東方JeuXinTerdiTs
- Touhou JeuXinTerdiTs
- Випущений 12 грудня 2009

23. 東方アゲハ (Tōhō Ageha)
- Випущений 14 лютого 2010

24. 東方銀晶天獄
- Touhou Crystallized Ocean
- Випущений 14 березня 2010

25. 燃えろ！東方ブラスバンド
- Moero! Touhou Brass Band
- Випущений 05 травня 2010

26. 東方 Faithful Star
- Touhou Faithful Star
- Випущений 11 липня 2010

27. 東方うたうチルノちゃん
- Touhou Singing Cirno chan
- Випущений 14 серпня 2010

28. 東方恋苺娘+
- Touhou Love Strawberry Girl +
- Випущений 14 серпня 2010

29. Touhou IO-BEST BEATS
- Випущений 19 вересня 2010

30. 東方メリーゴーランド
- Touhou Merry-Go-Round
- Випущений 19 вересня 2010

31. 東方浮思戯革命
- Touhou Wonder Revolution
- Випущений 11 жовтня 2010

32. 東方云符不普
- (title is sequence of characters that make no literal sense)
- Випущений 30 грудня 2010

33. イオシス — リ：キャンディッド！ ARM東方リミックス
- IOSYS: Candid! ARM Touhou Remix
- Випущений 13 березня 2011

34. 東方メレンゲ少女夜行
- Touhou Merenge Shoujo Yakou
- Випущений 13 березня 2011

35. 東方 Variable Spellcaster
- Випущений 8 травня 2011

36. 東方IO-BEST BEATS2
- Випущений 8 травня 2011

37. 東方メレンゲ少女夜行
- Touhou Meringue Girls Train Ride
- Випущений 8 травня 2011

38. Grimoire of IOSYS — 東方BEST ALBUM vol.1
- Випущений 10 липня 2011
- Перший Best-Of альбом IOSYS.

39. 東方アゲハ DESTINY
- Touhou Ageha DESTINY
- Випущений 10 липня 2011

40. 俺のチルノがこんなに天才なわけがない
- There is no genius like my Cirno
- Випущений 13 серпня 2011

41. 東方プレシャス流星少女
- Touhou Precious Meteor Girls
- Випущений 13 серпня 2011

42. 東方Reflection of a Drive
- Випущений 11 вересня 2011

43. 東方テレパス少女歌集
- Touhou Telepathic Girls' Anthology
- Випущений 16 жовтня 2011

44. 11.12.30 東方エレクトリック電波少女
- Touhou Electric Radio Girl
- Випущений 30 грудня 2011

45. 東方IO-BEST BEATS3
- Випущений 12 лютого 2012

46. Grimoire of IOSYS — 東方BEST ALBUM vol.2
- Випущений February 29, 2012
- Другий Best-Of альбом IOSYS.

47. てっぺい先生のパーフェクトヴァイオリン教室
- Teppei Sensei's Perfect Violin Class
- Випущений 10 березня 2012

48. Quality Underground
- Випущений 22 квітня 2012

49. 東方紫雨天獄
- Touhou Twilight Heaven
- Випущений 30 квітня 2012

50. 東方アゲハ NIGHTMARE
- Touhou Ageha NIGHTMARE
- Випущений 27 травня 2012

51. 風櫻 SECOND PHANTASMA
- Wind-Cherryblossom SECOND PHANTASMA
- Випущений 27 травня 2012

52. 東方うたうちれいでん
- Touhou Singing Subterranean Animism
- Випущений 14 липня 2012

53. 燃えろ！東方ブラスバンド生
- Moero! Touhou Brass Band Live
- Випущений 11 серпня 2012

54. Quaky Divines
- Випущений 28 вересня 2012

55. 東方Eternal Fantasia
- Випущений 28 вересня 2012

56. Night Gypsy — 東方JAZZROCK — * Night Gypsy — Touhou JAZZROCK
- Випущений 7 жовтня 2012

57. 乙女囃子 COLORFUL GIRLS -IOSYS TOHO COMPILATION vol.22-
- Maiden's Orchestra COLORFUL GIRLS -IOSYS TOHO COMPILATION vol.22-
- Випущений 7 жовтня 2012

58. Grimoire of IOSYS — 東方BEST ALBUM vol.3
- Випущений 30 листопада 2012
- Третій Best-Of альбом IOSYS.

59. > TOHO EDM <
- Випущений 12 грудня 2012

60. ROCKIN'ON TOUHOU VOL.1
- Випущений 30 грудня 2012

61. re:takes ～best of minami's toho guitar works～
- Випущений 3 лютого 2013

62. PUNK IT! TOUHOU! -IOSYS HITS PUNK COVERS-
- Випущений 31 березня 2013

63. Stellar Nursery
- Випущений 31 березня 2013

64. 背徳のファンタスマゴリア
- Phantasmagoria of Immortality
- Випущений 29 квітня 2013

65. ROCKIN'ON TOUHOU VOL.2
- Випущений 26 травня 2013

66. RoughSketch TOHO WORKS 2007—2012
- Випущений 26 травня 2013

67. げきおこ☆メイガス
- Випущений 26 травня 2013

68. Scary Halloween Show
- Випущений 13 жовтня 2013